# J.League 1995
Die J.League 1995 war die dritte Spielzeit der japanischen J.League. An ihr nahmen vierzehn Vereine teil. Die reguläre Saison wurde in zwei Halbserien ausgetragen und begann am 18. März 1995. Nach dem Ende der zweiten Halbserie am 25. November 1995 spielten die Sieger der beiden Halbserien, Yokohama Marinos und Verdy Kawasaki, in zwei Spielen um den japanischen Meistertitel. Hierbei blieb Verdy der Titel-Hattrick verwehrt; sie mussten sich in beiden Spielen dem neuen Titelträger Marinos jeweils mit 1:0 geschlagen geben.

## Modus
Die Saison wurde in zwei Hälften ausgetragen. In jeder Hälfte spielten die Vereine zweimal gegeneinander, einmal zuhause und einmal auswärts. Es gab keine Unentschieden; bei Gleichstand nach 90 Minuten wurde die Spielzeit um zweimal fünfzehn Minuten verlängert, wobei die Golden-Goal-Regel zur Anwendung kam. Stand es danach immer noch unentschieden, wurde der Sieger des Spieles durch Elfmeterschießen bestimmt.
Nachdem in den beiden vergangenen Spielzeiten die Anzahl der gewonnenen Spiele ausschlaggebend waren, wurden nun erstmals Punkte verteilt. Für einen Sieg gab es drei, für eine Niederlage nach Elfmeterschießen einen Zähler. Die Tabelle einer jeden Halbserie wurde also nach den folgenden Kriterien erstellt:
1. Anzahl der erzielten Punkte
2. Tordifferenz
3. Erzielte Tore
4. Ergebnisse der Spiele untereinander
5. Entscheidungsspiel oder Münzwurf

Nach Ende einer Halbserie qualifizierte sich der Verein mit den meisten Punkten für die Endspiele um die japanische Meisterschaft. Der Sieger der Endspiele qualifizierte sich als japanischer Meister für die Asian Club Championship 1996/97.
Durch die erneute Aufstockung von 12 auf 14 Mannschaften änderte sich abermals die Anzahl der zu absolvierenden Partien pro Team; statt 44 waren nun 52 Spiele auszutragen. Daher wurde in dieser Saison ausnahmsweise auf eine Austragung des Ligapokals verzichtet.

## Teilnehmer
Insgesamt nahmen vierzehn Mannschaften an der Spielzeit teil. Zusätzlich zu den zwölf Vereinen der Vorsaison stiegen Cerezo Osaka und Kashiwa Reysol aus der Japan Football League auf.
| Verein               | Stadt/Region         |
| -------------------- | -------------------- |
| Bellmare Hiratsuka   | Hiratsuka, Kanagawa  |
| Cerezo Osaka         | Osaka, Osaka         |
| Gamba Osaka          | Suita, Osaka         |
| JEF United Ichihara  | Ichihara, Chiba      |
| Júbilo Iwata         | Iwata, Shizuoka      |
| Kashima Antlers      | Kashima, Ibaraki     |
| Kashiwa Reysol       | Kashiwa, Chiba       |
| Nagoya Grampus Eight | Nagoya, Aichi        |
| Sanfrecce Hiroshima  | Hiroshima, Hiroshima |
| Shimizu S-Pulse      | Shizuoka, Shizuoka   |
| Urawa Red Diamonds   | Urawa, Saitama       |
| Verdy Kawasaki       | Kawasaki, Kanagawa   |
| Yokohama Flügels     | Yokohama, Kanagawa   |
| Yokohama Marinos     | Yokohama, Kanagawa   |

## Trainer
| Verein               | Cheftrainer                      |
| -------------------- | -------------------------------- |
| Kashima Antlers      | Edu                              |
| Urawa Reds           | Holger Osieck                    |
| JEF United Ichihara  | Eijun Kiyokumo                   |
| Kashiwa Reysol       | Zé Sérgio → Antoninho            |
| Verdy Kawasaki       | Nelsinho Baptista                |
| Yokohama Marinos     | Jorge Solari → Hiroshi Hayano    |
| Yokohama Flügels     | Bunji Kimura → Antônio Silva     |
| Bellmare Hiratsuka   | Mitsuru Komaeda → Shigeharu Ueki |
| Shimizu S-Pulse      | Masakatsu Miyamoto               |
| Júbilo Iwata         | Hans Ooft                        |
| Nagoya Grampus Eight | Arsène Wenger                    |
| Gamba Osaka          | Sigfried Held                    |
| Cerezo Osaka         | Paulo Emilio                     |
| Sanfrecce Hiroshima  | Wim Jansen                       |

## Spieler
| Verein               | Spieler |
| -------------------- | --- |
| Kashima Antlers      | Mozer (15/0), Santos (25/5), Jorginho (29/8), Shunzō Ōno (25/0), Mazinho (9/4), Masatada Ishii (30/0), Naruyuki Naitō (32/0), Hisashi Kurosaki (39/11), Masaaki Furukawa (26/0), Ryōsuke Okuno (40/1), Eiji Gaya (16/0), Yoshiyuki Hasegawa (42/16), Yasuto Honda (49/3), Leonardo (28/17), Satoshi Koga (15/1), Yutaka Akita (50/0), Yasuo Manaka (23/3), Naoki Sōma (50/3), Yōhei Satō (26/0), Tadatoshi Masuda (35/6), Tōru Oniki (4/0), Ichiei Muroi (3/0), Toshiyuki Abe (14/0), Taijirō Kurita (13/0), Masaki Ogawa (2/0), Ken’ichi Hashimoto (15/2), Kōji Kumagai (6/1) |
| Urawa Reds           | Bein (38/18), Buchwald (51/4), Rummenigge (9/1), Toninho (26/6), Osamu Hirose (49/2), Yoshinori Taguchi (36/4), Masahiro Fukuda (50/32), Hisashi Tsuchida (47/0), Yūki Takita (5/0), Takafumi Hori (31/2), Cho Kwi-jea (26/0), Shirō Kikuhara (1/0), Nobuyasu Ikeda (21/0), Futoshi Ikeda (8/0), Tsutomu Nishino (17/0), Kōichi Sugiyama (44/1), Masaki Tsuchihashi (51/2), Masayuki Okano (44/5), Takeshi Mizuuchi (10/1), Yasushi Fukunaga (26/4), Ken Iwase (9/0), Naoto Sakurai (5/0), Nobuhisa Yamada (42/1), Takeshi Nakashima (8/1) |
| JEF United Ichihara  | Rufer (39/21), Michel Miyazawa (11/0), Yoshikazu Gotō (48/6), Hisataka Fujikawa (15/1), Vasilijevic (32/4), Kenji Yamamoto (20/0), Kazuya Igarashi (19/0), Kazuo Echigo (11/0), Maslovar (52/16), Atsuhiko Ejiri (43/13), Mikio Manaka (48/0), Tarō Gotō (12/1), Yasuhiko Niimura (27/11), Ken’ichi Shimokawa (44/0), Hiroshi Miyazawa (1/0), Shin Che-bon (3/0), Yoshikazu Nonomura (15/1), Shin’ichi Mutō (14/1), Sandro (32/0), Eisuke Nakanishi (31/5), Tomonori Tateishi (10/0), Jun Mizuno (3/0), Kin’ya Takehara (1/0), Shōji Jō (43/14), Tadahiro Akiba (37/1), Kazuhiro Suzuki (33/0), Takayuki Chano (26/0) |
| Kashiwa Reysol       | Tomoyuki Kajino (5/0), Careca (30/10), Kōichi Hashiratani (31/4), Nersinho (41/6), Valdir (27/7), Muller (11/5), Michihisa Date (28/1), Hirokazu Gōshi (4/0), Kenji Ōba (24/1), Osamu Chiba (3/0), Caio (9/4), Shin’ichirō Tani (2/0), Yūji Ōkuma (24/0), Satoshi Ōkura (17/1), Yūji Yokoyama (22/2), Shin Tanada (44/16), Nozomu Katō (46/8), Ryūji Katō (29/0), Kentarō Ishikawa (17/1), Shūji Kusano (10/0), Kentarō Sawada (43/0), Kazuhisa Irii (2/0), Tomohiro Katanosaka (11/0), Nobutaka Tanaka (28/0), Ken’ichi Sugano (26/4), Takahiro Shimotaira (35/1), Bentinho (14/12), Satoshi Ōishi (3/0), Takeshi Watanabe (45/1), Kenji Arima (7/0), Yōichi Doi (17/0), Naoki Sakai (19/0)                                                        |
| Verdy Kawasaki       | Ruy Ramos (23/2), Pereira (50/6), Satoshi Tsunami (16/0), Takayuki Fujikawa (11/0), Tetsuji Hashiratani (46/5), Kazuyoshi Miura (26/23), Shinkichi Kikuchi (36/0), Nobuhiro Takeda (41/20), Alcindo (38/19), Tsuyoshi Kitazawa (40/11), Bismarck (51/11), Kō Ishikawa (27/0), Shinji Fujiyoshi (17/4), Shigetoshi Hasebe (29/2), Ken’ichirō Tokura (21/0), Tadashi Nakamura (42/0), Takaya Ōishi (5/0), Kentarō Hayashi (43/0), Embu (10/0), Jun’ichi Watanabe (11/0), Toshimi Kikuchi (24/1), Takanori Nunobe (3/0), Junji Nishizawa (8/0), Keiji Ishizuka (15/0), Yūji Hironaga (9/0), Tomo Sugawara (1/1) |
| Yokohama Marinos     | Diaz (6/1), Takashi Mizunuma (1/0), Shigetatsu Matsunaga (10/0), Massacessi (7/0), Medina Bello (40/21), Masami Ihara (47/1), Zapata (46/1), Junji Koizumi (3/1), Rikizō Matsuhashi (6/0), Bisconti (48/27), Satoru Noda (50/2), Norio Omura (43/5), Masato Koga (25/1), Takuya Jinno (39/3), Masaharu Suzuki (50/4), Fumitake Miura (16/3), Tetsuya Itō (7/0), Takehito Suzuki (27/3), Takahiro Yamada (43/7), Yoshiharu Ueno (5/2), Shin’ya Nishikawa (1/0), Yoshito Terakawa (19/0), Yoshikatsu Kawaguchi (41/0), Akihiro Endō (19/0), Kensaku Ōmori (9/0), Sōtarō Yasunaga (28/1), Shūsuke Shimada (1/0), Ryūji Kubota (8/0), Takuya Itō (2/0), Naoki Matsuda (33/1)                                                                            |
| Yokohama Flügels     | Hiroshi Hirakawa (13/1), Evair (36/15), Osamu Maeda (29/8), Hiroki Azuma (2/0), Atsuhiro Iwai (38/0), Zinho (41/13), Junji Koizumi (15/0), Sampaio (32/0), Naoto Ōtake (39/0), Motohiro Yamaguchi (41/3), Ippei Watanabe (25/1), Hideki Katsura (8/0), Kōichi Togashi (1/0), Hiroki Hattori (23/3), Takeo Harada (25/4), Hiroshi Satō (2/0), Norihiro Satsukawa (14/0), Atsuhiko Mori (27/0), Hideki Yoshioka (6/0), Ichizō Nakata (8/0), Masaaki Takada (17/1), Masakiyo Maezono (40/7), Nobuyuki Ōishi (2/0), Satoshi Yoneyama (18/0), Atsuhiro Miura (51/6), Seiichirō Okuno (16/0), Hideaki Kaetsu (6/2), Seigō Narazaki (23/0), Shin’ya Mitsuoka (9/2), Yasuhiro Hato (9/0), Yoshikiyo Kuboyama (4/1), Takayuki Yoshida (28/3), Rodrigo (22/5) |
| Bellmare Hiratsuka   | Katsuyoshi Shintō (2/0), Edson (37/4), Yasuharu Sorimachi (21/3), Nobuyuki Kojima (47/0), Fujio Yamamoto (17/0), Betinho (50/25), Hiroaki Kumon (27/0), Kiyoto Furushima (6/0), Simao (23/3), Almir (21/8), Tadateru Ōmoto (13/1), Junior (11/1), Tetsuya Takada (27/4), Yoshihiro Natsuka (45/1), Kōji Noguchi (49/23), Hironari Iwamoto (34/0), Hirokazu Ōta (2/0), Kazuaki Tasaka (47/1), Taku Watanabe (41/0), Akira Narahashi (46/4), Teruo Iwamoto (18/2), Emerson (2/0), Yoshiya Takemura (13/1), Daichi Matsuyama (9/0), Masato Harasaki (10/0), Teppei Nishiyama (25/2), Hidetoshi Nakata (26/8) |
| Shimizu S-Pulse      | Santos (18/3), Massaro (9/3), Sidmar (14/0), Akihiro Nagashima (10/1), Toninho (25/11), Katsumi Ōenoki (39/1), Ronaldo (10/0), Yasutoshi Miura (48/2), Takumi Horiike (40/0), Kenta Hasegawa (21/3), Tatsuru Mukōjima (29/2), Dias (32/17), Yasuhiro Yamada (2/0), Masanori Sanada (34/0), Ademir Santos (8/2), Naoki Naitō (40/0), Fumiaki Aoshima (1/0), Takeshi Urakami (5/0), Yasuhiro Yoshida (33/2), Hiroaki Hiraoka (1/0), Masaaki Sawanobori (40/13), Takamitsu Ōta (8/0), Marco (14/9), Masahiro Andō (7/0), Jun Iwashita (7/0), Noriaki Asakura (4/0), Yuzuki Itō (18/0), Hiroyuki Shirai (24/1), Hiroaki Tajima (17/1), Teruyoshi Itō (44/4), Yasuhiro Nagahashi (29/1), Marcelo (5/0), Ryūzō Morioka (25/1), Yukihiko Satō (1/0)        |
| Júbilo Iwata         | Dido (52/0), Toshinobu Katsuya (35/1), Mitsunori Yoshida (24/0), Dunga (25/1), Vanenburg (21/1), Kim Jong-song (2/0), Takao Ōishi (17/1), Kenji Komata (1/0), Schillaci (34/31), Paus (22/0), Masashi Nakayama (45/18), Masanori Suzuki (38/3), Takeshi Yonezawa (19/1), Takuma Koga (40/1), Masahiro Endō (40/3), Yasuyuki Iwasaki (2/0), Toshiya Fujita (49/11), Hiroshi Nanami (51/3), Toshihiro Hattori (40/3), Naohiro Ōyama (5/1), Kiyokazu Kudō (15/2), Yoshika Matsubara (15/3), Hideto Suzuki (31/0), Makoto Tanaka (21/0), Takashi Fukunishi (10/1) |
| Nagoya Grampus Eight | Passi (25/3), Stojkovic (40/15), Yūji Itō (49/0), Durix (48/10), Torres (36/6), Akira Kawaguchi (2/0), Tetsuya Asano (50/4), Yūji Sakakura (18/0), Toshiyuki Kosugi (7/1), Yasuyuki Moriyama (42/14), Tetsuo Nakanishi (33/6), Kazuhisa Iijima (45/0), Ken Ishikawa (2/0), Seiichi Ogawa (33/0), Makoto Yonekura (39/3), Naoki Mori (15/2), Masaru Hirayama (16/1), Gō Ōiwa (38/0), Toshihiro Uchida (1/0), Takafumi Ogura (37/14), Tetsuya Okayama (40/10), Takashi Hirano (50/9), Kei Taniguchi (7/0), Mitsutoshi Tsushima (27/0), Hiroki Mizuhara (1/0), Yasuaki Katō (5/0), Tetsuhiro Kina (5/0) |
| Gamba Osaka          | Aleinikov (36/8), Gillhaus (37/20), Protassov (28/13), Kenji Honnami (49/0), Masahiro Wada (12/0), Takahiro Shimada (38/0), Atsushi Shirai (1/0), Yoshiyuki Matsuyama (26/4), Tsveiba (40/1), Kunio Kitamura (18/1), Hayato Okanaka (5/0), Hiromitsu Isogai (37/13), Skrinjar (15/1), Sōjirō Ishii (6/0), Yūji Hashimoto (37/0), Keiju Karashima (14/0), Toshihiro Yamaguchi (41/9), Takashi Kiyama (1/0), Kōji Kondō (43/4), Hitoshi Morishita (13/0), Noritada Saneyoshi (31/0), Naoki Hiraoka (34/5), Shigeru Morioka (45/5), Kazuya Matsuda (5/0), Hirohito Nakamura (1/0), Hiroto Yamamura (10/1), Masao Kiba (28/0), Masanobu Matsunami (15/0), Tsuneyasu Miyamoto (11/0)                                                                     |
| Cerezo Osaka         | Gilmar (38/0), Hirokazu Sasaki (12/0), Tomoo Kudaka (10/0), Nobuhiro Takeda (2/0), Bernardo (13/4), Satoshi Kajino (47/3), Marquinhos (39/16), Katsuo Kanda (49/4), Valdes (31/19), Toninho (34/2), Kazuhiro Murata (36/0), Masanori Kizawa (46/4), Akimasa Tsukamoto (2/0), Hiroyuki Inagaki (28/1), Mitsuhiro Misaki (24/0), Yasushi Mizusaki (1/0), Rikiya Kawamae (25/2), Masato Ōtake (4/0), Tatsuya Morishige (7/0), Kazunari Koga (6/0), Hiroaki Morishima (50/11), Takashi Yamahashi (42/3), Shigeki Kurata (27/1), Katsuhiro Minamoto (44/4), Tomotaka Fukagawa (23/3), Jirō Takeda (12/0), Takayuki Yokoyama (8/0), Naohiro Kitade (3/0)                                                                                                  |
| Sanfrecce Hiroshima  | Yahiro Kazama (25/0), Hasek (23/11), Van Loen (36/9), Yasuyuki Satō (43/0), Huistra (35/6), Yoshirō Moriyama (24/2), Takuya Takagi (24/5), Akinobu Yokouchi (2/0), Kazuya Maekawa (37/0), Mitsuaki Kojima (33/0), Hajime Moriyasu (25/4), Kazumasa Kawano (15/0), Noh Jung-yoon (38/13), Tomohiro Katanosaka (6/1), Hiroyoshi Kuwabara (31/0), Takashi Ōnishi (17/0), Hiroshige Yanagimoto (50/0), Hideaki Mori (36/4), Hideaki Hagino (1/0), Masato Fue (33/2), Ryūji Michiki (44/5), Ken’ichi Uemura (46/4), Takashi Shimoda (5/0), Susumu Ōki (14/2), Iwao Yamane (6/0) |

## Statistik

### Erste Halbserie
Die erste Hälfte der Saison wurde zwischen dem 18. März und dem 22. Juli ausgetragen. Titelsponsor der Halbserie war der Getränkehersteller Suntory.

#### Tabelle
| Pl.                    | Verein               | Sp | S  | N       | N     | Tore  | Diff. | Pkte |
| Pl.                    | Verein               | Sp | S  | rS / GG | n. E. | Tore  | Diff. | Pkte |
| ---------------------- | -------------------- | -- | -- | ------- | ----- | ----- | ----- | ---- |
| 01.                    | Yokohama Marinos     | 26 | 17 | 08      | 01    | 47:38 | 0+9   | 52   |
| 02.                    | Verdy Kawasaki       | 26 | 16 | 09      | 01    | 46:36 | +10   | 49   |
| 03.                    | Urawa Red Diamonds   | 26 | 15 | 08      | 03    | 41:34 | 0+7   | 48   |
| 04.                    | Nagoya Grampus Eight | 26 | 15 | 10      | 01    | 50:48 | 0+2   | 46   |
| 05.                    | Júbilo Iwata         | 26 | 15 | 11      | 0     | 48:40 | 0+8   | 45   |
| 06.                    | JEF United Ichihara  | 26 | 14 | 09      | 03    | 48:40 | 0+8   | 45   |
| 07.                    | Bellmare Hiratsuka   | 26 | 14 | 11      | 01    | 60:47 | +13   | 43   |
| 08.                    | Kashima Antlers      | 26 | 14 | 12      | 0     | 38:38 | 0±0   | 42   |
| 09.                    | Cerezo Osaka         | 26 | 13 | 11      | 02    | 43:44 | 0−1   | 41   |
| 10.                    | Sanfrecce Hiroshima  | 26 | 13 | 13      | 0     | 38:33 | 0+5   | 39   |
| 11.                    | Gamba Osaka          | 26 | 10 | 15      | 01    | 49:54 | 0−5   | 31   |
| 12.                    | Shimizu S-Pulse      | 26 | 10 | 16      | 0     | 35:63 | −28   | 30   |
| 13.                    | Yokohama Flügels     | 26 | 09 | 16      | 01    | 42:54 | −12   | 28   |
| 14.                    | Kashiwa Reysol       | 26 | 07 | 18      | 01    | 30:46 | −16   | 22   |
| Stand: Ende der Saison |                      |    |    |         |       |       |       |      |

#### Kreuztabelle
Die Kreuztabelle stellt die Ergebnisse aller Spiele dieser Halbserie dar. Die Heimmannschaft ist in der linken Spalte, die Gastmannschaft in der oberen Zeile aufgelistet.
Spiele, die mit „GG“ markiert sind, endeten mit Golden Goal. Spiele, die mit einem hochgestellten Ergebnis markiert sind, endeten nach Elfmeterschießen; „1:14:3“ bedeutet hierbei, dass die Heimmannschaft das Spiel, welches nach Ablauf der Spielzeit 1:1 stand, mit 4:3 im Elfmeterschießen gewann.
| Suntory Series 1995  | BEL                    | CER   | GAM    | JEF    | JÚB   | KSM    | KSW   | NGE     | SFR   | SPU    | URA    | VER    | YOF    | YOM    |
| -------------------- | ---------------------- | ----- | ------ | ------ | ----- | ------ | ----- | ------- | ----- | ------ | ------ | ------ | ------ | ------ |
| Bellmare Hiratsuka   |                        | 1:5   | 3:5    | 3:4GG  | 2:0   | 7:0    | 3:2   | 3:4GG   | 2:3   | 4:0    | 3:1    | 2:3    | 0:3    | 0:2    |
| Cerezo Osaka         | 1:2                    |       | 1:0    | 1:0    | 3:4GG | 0:02:4 | 1:2   | 2:24:3  | 3:1   | 1:12:3 | 0:1GG  | 3:6    | 5:3    | 4:0    |
| Gamba Osaka          | 2:4                    | 1:0   |        | 0:5    | 5:1   | 1:3    | 1:3   | 3:1     | 0:3   | 4:5GG  | 2:0    | 0:1    | 3:2GG  | 4:0    |
| JEF United Ichihara  | 2:3                    | 3:4GG | 2:24:3 |        | 1:0   | 2:1    | 1:0GG | 0:5     | 3:0   | 3:1    | 0:1    | 1:0GG  | 3:2GG  | 2:1    |
| Júbilo Iwata         | 4:1                    | 3:1   | 2:1    | 3:0    |       | 0:1GG  | 3:2   | 1:0     | 1:0   | 2:1    | 2:0    | 0:1    | 2:1GG  | 1:2    |
| Kashima Antlers      | 2:1                    | 2:0   | 2:1    | 3:1    | 1:2   |        | 4:0   | 4:0     | 2:0   | 0:1    | 1:0    | 1:0GG  | 2:3    | 3:4GG  |
| Kashiwa Reysol       | 1:2GG                  | 1:2GG | 2:4    | 0:3    | 0:1GG | 0:1    |       | 0:1     | 1:2   | 3:1    | 1:2    | 0:1    | 2:1GG  | 2:25:6 |
| Nagoya Grampus Eight | 0:1GG                  | 6:0   | 3:0    | 2:24:3 | 2:6   | 2:0    | 1:4   |         | 2:1GG | 2:0    | 2:27:6 | 4:3GG  | 2:1    | 3:2    |
| Sanfrecce Hiroshima  | 1:0                    | 0:1GG | 1:0    | 1:2    | 3:1   | 3:0    | 1:0GG | 4:0     |       | 5:0    | 1:14:2 | 2:0    | 1:2    | 0:1    |
| Shimizu S-Pulse      | 1:4                    | 0:1   | 1:3    | 1:16:5 | 2:3GG | 4:2    | 3:2GG | 1:2     | 1:0   |        | 2:3GG  | 0:4    | 2:3    | 2:1    |
| Urawa Red Diamonds   | 0:1                    | 2:0   | 4:2    | 1:0    | 2:1   | 2:1    | 4:0   | 0:09:10 | 3:2GG | 2:3    |        | 2:24:3 | 2:25:3 | 2:1GG  |
| Verdy Kawasaki       | 0:07:6                 | 0:1   | 1:0    | 2:23:2 | 3:2GG | 3:1    | 0:1   | 2:1GG   | 3:1   | 0:1    | 2:1GG  |        | 4:1    | 2:3    |
| Yokohama Flügels     | 1:5                    | 2:3   | 1:4    | 0:3    | 2:1GG | 0:1    | 0:1   | 4:3     | 1:2GG | 6:1    | 1:0    | 0:1    |        | 0:1    |
| Yokohama Marinos     | 0:3                    | 1:0   | 3:1    | 3:2GG  | 3:2   | 1:0    | 1:0   | 2:0     | 3:0   | 2:0    | 2:3GG  | 6:2    | 0:04:5 |        |
|                      | Stand: Ende der Saison |       |        |        |       |        |       |         |       |        |        |        |        |        |

### Zweite Halbserie
Die zweite Hälfte der Saison wurde zwischen dem 12. August und dem 25. November ausgetragen. Titelsponsor der Halbserie war NICOS, eine Marke der Bankengruppe Nippon Shinpan.

#### Tabelle
| Pl. | Verein               | Sp | S  | N       | N     | Tore  | Diff. | Pkte |
| Pl. | Verein               | Sp | S  | rS / GG | n. E. | Tore  | Diff. | Pkte |
| --- | -------------------- | -- | -- | ------- | ----- | ----- | ----- | ---- |
| 01. | Verdy Kawasaki       | 26 | 19 | 05      | 2     | 60:26 | +34   | 59   |
| 02. | Nagoya Grampus Eight | 26 | 17 | 09      | 0     | 49:34 | +15   | 51   |
| 03. | Yokohama Marinos     | 26 | 15 | 10      | 1     | 39:37 | 0+2   | 46   |
| 04. | Shimizu S-Pulse      | 26 | 15 | 11      | 0     | 42:34 | 0+8   | 45   |
| 05. | Kashiwa Reysol       | 26 | 14 | 11      | 1     | 57:54 | 0+3   | 43   |
| 06. | Kashima Antlers      | 26 | 14 | 11      | 1     | 44:41 | 0+3   | 43   |
| 07. | JEF United Ichihara  | 26 | 14 | 11      | 1     | 49:51 | 0−2   | 43   |
| 08. | Urawa Red Diamonds   | 26 | 14 | 12      | 0     | 44:38 | 0+6   | 42   |
| 09. | Júbilo Iwata         | 26 | 13 | 12      | 1     | 40:37 | 0+3   | 40   |
| 10. | Cerezo Osaka         | 26 | 12 | 13      | 1     | 36:39 | 0−3   | 37   |
| 11. | Yokohama Flügels     | 26 | 11 | 14      | 1     | 36:57 | −21   | 34   |
| 12. | Sanfrecce Hiroshima  | 26 | 09 | 16      | 1     | 31:43 | −12   | 28   |
| 13. | Gamba Osaka          | 26 | 08 | 16      | 2     | 38:53 | −15   | 26   |
| 14. | Bellmare Hiratsuka   | 26 | 07 | 18      | 1     | 34:55 | −21   | 22   |

#### Kreuztabelle
Die Kreuztabelle stellt die Ergebnisse aller Spiele dieser Halbserie dar. Die Heimmannschaft ist in der linken Spalte, die Gastmannschaft in der oberen Zeile aufgelistet.
Spiele, die mit „GG“ markiert sind, endeten mit Golden Goal. Spiele, die mit einem hochgestellten Ergebnis markiert sind, endeten nach Elfmeterschießen; „1:14:3“ bedeutet hierbei, dass die Heimmannschaft das Spiel, welches nach Ablauf der Spielzeit 1:1 stand, mit 4:3 im Elfmeterschießen gewann.
| NICOS Series 1995    | BEL                    | CER    | GAM    | JEF    | JÚB   | KSM    | KSW    | NGE   | SFR   | SPU   | URA   | VER    | YOF   | YOM    |
| -------------------- | ---------------------- | ------ | ------ | ------ | ----- | ------ | ------ | ----- | ----- | ----- | ----- | ------ | ----- | ------ |
| Bellmare Hiratsuka   |                        | 1:0GG  | 1:3    | 2:24:5 | 2:3GG | 2:1GG  | 0:1    | 2:3   | 4:0   | 0:4   | 2:3   | 2:1    | 1:2   | 2:3GG  |
| Cerezo Osaka         | 1:0GG                  |        | 3:2    | 3:4    | 3:0   | 1:0    | 2:1    | 1:0   | 1:2   | 3:0   | 0:1GG | 1:14:2 | 5:1   | 0:2    |
| Gamba Osaka          | 3:2GG                  | 4:0    |        | 1:14:5 | 2:3   | 3:1    | 3:4GG  | 1:2GG | 5:2   | 3:2GG | 1:4   | 1:3    | 0:1   | 1:2    |
| JEF United Ichihara  | 2:4                    | 3:2GG  | 2:1GG  |        | 1:0   | 0:02:4 | 1:3    | 2:3   | 4:2   | 0:1   | 1:0GG | 3:1    | 6:3   | 1:2    |
| Júbilo Iwata         | 5:2                    | 2:1    | 1:0GG  | 3:0    |       | 0:2    | 1:15:6 | 2:1GG | 1:2   | 3:2GG | 2:1   | 2:3    | 1:2GG | 3:0    |
| Kashima Antlers      | 0:1                    | 2:25:6 | 4:0    | 5:1    | 1:0   |        | 4:3    | 1:3   | 2:1GG | 2:3GG | 2:0   | 1:5    | 5:1   | 0:2    |
| Kashiwa Reysol       | 3:0                    | 4:0    | 3:0    | 4:3GG  | 2:4   | 3:32:4 |        | 1:2   | 1:0GG | 2:3   | 2:5   | 1:7    | 3:2   | 4:2    |
| Nagoya Grampus Eight | 4:0                    | 0:1    | 3:1    | 5:0    | 4:0   | 2:1    | 3:1    |       | 1:0   | 2:1   | 2:4   | 0:1    | 2:1GG | 1:0    |
| Sanfrecce Hiroshima  | 2:1                    | 1:0    | 5:0    | 0:2    | 2:0   | 1:2    | 2:1    | 0:2   |       | 0:2   | 0:1GG | 3:1    | 0:1   | 0:01:4 |
| Shimizu S-Pulse      | 2:0                    | 2:1GG  | 0:1GG  | 1:3    | 0:2   | 3:0    | 1:3    | 2:0   | 0:1   |       | 2:1GG | 1:19:8 | 0:1   | 3:1    |
| Urawa Red Diamonds   | 3:2                    | 1:3    | 0:1    | 2:1    | 1:0   | 0:2    | 0:2    | 1:2   | 2:1   | 1:2   |       | 0:2    | 2:1   | 2:25:4 |
| Verdy Kawasaki       | 3:1                    | 2:1GG  | 2:0    | 2:0    | 1:0   | 0:1    | 2:0    | 3:2   | 3:0   | 3:1   | 0:2   |        | 4:1   | 4:1    |
| Yokohama Flügels     | 1:14:5                 | 3:1    | 2:1GG  | 0:1    | 1:3   | 1:2    | 2:1    | 2:0   | 4:3GG | 0:3   | 0:6   | 1:4    |       | 2:1GG  |
| Yokohama Marinos     | 2:1                    | 0:04:3 | 0:03:1 | 1:5    | 2:1   | 3:0    | 2:1    | 5:0   | 2:1   | 0:1   | 3:1   | 0:1    | 1:0   |        |
|                      | Stand: Ende der Saison |        |        |        |       |        |        |       |       |       |       |        |       |        |

### Suntory Championship

#### Hinspiel
| Paarung   | Yokohama Marinos – Verdy Kawasaki |
| Ergebnis  | 1:0 (0:0)                         |
| Datum     | 30. November 1995                 |
| Stadion   | Olympiastadion, Tokio             |
| Zuschauer | 47.631                            |
| Tore      | 1:0 David Bisconti (49.)          |

#### Rückspiel
| Paarung   | Verdy Kawasaki – Yokohama Marinos |
| Ergebnis  | 0:1 (0:1)                         |
| Datum     | 6. Dezember 1995                  |
| Stadion   | Olympiastadion, Tokio             |
| Zuschauer | 48.271                            |
| Tore      | 0:1 Masami Ihara (29.)            |

## Preise

### Fußballer des Jahres
- Dragan Stojković (Nagoya Grampus Eight)

### Beste Torschützen
| Rang | Spieler             | Verein              | Tore | Spiele |
| ---- | ------------------- | ------------------- | ---- | ------ |
| 1    | Masahiro Fukuda     | Urawa Reds          | 32   | 50     |
| 2    | Salvatore Schillaci | Júbilo Iwata        | 31   | 34     |
| 3    | David Bisconti      | Yokohama Marinos    | 27   | 48     |
| 4    | Betinho             | Bellmare Hiratsuka  | 25   | 50     |
| 5    | Kazuyoshi Miura     | Verdy Kawasaki      | 23   | 26     |
| 5    | Kōji Noguchi        | Bellmare Hiratsuka  | 23   | 49     |
| 7    | Wynton Rufer        | JEF United Ichihara | 21   | 39     |
| 7    | Ramón Medina Bello  | Yokohama Marinos    | 21   | 40     |
| 9    | Hans Gillhaus       | Gamba Osaka         | 20   | 37     |
| 9    | Nobuhiro Takeda     | Verdy Kawasaki      | 20   | 41     |

### Rookie des Jahres
- Yoshikatsu Kawaguchi (Yokohama Marinos)

### Best XI
- Shinkichi Kikuchi (Verdy Kawasaki)
- Naoki Sōma (Kashima Antlers)
- Masami Ihara (Yokohama Marinos)
- Masaharu Suzuki (Yokohama Marinos)
- Guido Buchwald (Urawa Reds)
- Tetsuji Hashiratani (Verdy Kawasaki)
- Bismarck (Verdy Kawasaki)
- Masahiro Fukuda (Urawa Reds)
- Kazuyoshi Miura (Verdy Kawasaki)
- Dragan Stojković (Nagoya Grampus Eight)
- Hiroaki Morishima (Cerezo Osaka)